# Ekstraklasa mężczyzn w tenisie stołowym 2007/2008
Ekstraklasa mężczyzn w tenisie stołowym 2007/2008 – 71. edycja rozgrywek pierwszego poziomu ligowego mężczyzn w Polsce. Brało w niej udział 10 drużyn.
Triumfatorem rozgrywek została Dartom Tur Bogoria Grodzisk Mazowiecki, która w meczach finałowych pokonała MKS TS Trasko Ostrzeszów. Brązowe medale zdobyły drużyny FCB Baruch Dojlidy WSFiZ Białystok i TiM Kominki Opoka Trzebinia.

## System rozgrywek
Rozgrywki prowadzone były z udziałem 10 drużyn i były podzielone na dwie fazy: zasadniczą i play-off.
Faza zasadnicza składa się z dwóch rund. Pierwsza runda rozgrywana jest systemem każdy z każdym. W drugiej rundzie gospodarzami spotkań w drugiej rundzie są drużyny, które w pierwszej rundzie w meczu pomiędzy tymi samymi drużynami grały na wyjazdach. Za zwycięstwo drużyny otrzymują 2 punkty, zaś za porażkę nie otrzymują punktów.
Do fazy play-off awansują 4 drużyny. W półfinałach zostaną rozegrane dwumecze. Pary zostaną ustalone na podstawie tabeli po rundzie zasadniczej (1-4, 2-3). Zwycięzcy półfinałów awansują do finału, gdzie zostanie rozegrany dwumecz, a gospodarzem pierwszego meczu będzie drużyna z niższego miejsca po fazie zasadniczej. Drużyna, która wygra finał otrzyma tytuł Drużynowego Mistrza Polski kobiet, puchar i złote medale, a zespół pokonany w finale otrzyma puchar i srebrne medale. Drużyny, które odpadły w półfinałach, otrzymają brązowe medale. Do 1. ligi spadną dwie ostatnie drużyny po fazie zasadniczej.
Każdy mecz składa się z 3-5 gier rozgrywanych kolejno na jednym stole. Mecz kończy się wraz z uzyskaniem przez jedną drużyn czterech zwycięstw. Układ gier w meczu.
| 1. gra | 2. gra | 3. gra | 4. gra | 5. gra |
| ------ | ------ | ------ | ------ | ------ |
| A–X    | B–Y    | C–Z    | A–Y    | B–X    |

## Kluby
| Klub                                   | Sezon 2006/2007 |
| -------------------------------------- | --------------- |
| ASTS Olimpia-Unia Grudziądz            | Półfinał        |
| Bać-Pol Cash&Carry AZS PRz Rzeszów     | 8. miejsce      |
| Dartom Tur Bogoria Grodzisk Mazowiecki | Wicemistrz      |
| FCB Baruch Dojlidy WSFiZ Białystok     | Awans z 1. ligi |
| LUKS Pełcz Górki Noteckie              | Półfinał        |
| MKS TS Trasko Ostrzeszów               | 5. miejsce      |
| LKS Odra Głoska                        | Mistrz          |
| Morliny Ostróda                        | 6. miejsce      |
| TiM Kominki Opoka Trzebinia            | Awans z 1. ligi |
| ZKS Drzonków                           | 7. miejsce      |

## Faza zasadnicza
| Poz. | Drużyna                                | M  | Z  | P  | Pojedynki | Punkty |
| ---- | -------------------------------------- | -- | -- | -- | --------- | ------ |
| 1.   | Dartom Tur Bogoria Grodzisk Mazowiecki | 18 | 17 | 1  | 70:14     | 34     |
| 2.   | MKS TS Trasko Ostrzeszów               | 18 | 16 | 2  | 65:25     | 32     |
| 3.   | TiM Kominki Opoka Trzebinia            | 18 | 11 | 7  | 51:40     | 22     |
| 4.   | FCB Baruch Dojlidy WSFiZ Białystok     | 18 | 11 | 7  | 56:52     | 22     |
| 5.   | Morliny Ostróda                        | 18 | 10 | 8  | 54:47     | 20     |
| 6.   | LKS Odra Głoska                        | 18 | 9  | 9  | 47:49     | 18     |
| 7.   | Bać-Pol Cash&Carry AZS PRz Rzeszów     | 18 | 5  | 13 | 41:59     | 10     |
| 8.   | ZKS Drzonków                           | 18 | 5  | 13 | 40:59     | 10     |
| 9.   | LUKS Pełcz Górki Noteckie              | 18 | 4  | 14 | 25:62     | 8      |
| 10.  | ASTS Olimpia-Unia Grudziądz            | 18 | 2  | 16 | 27:69     | 4      |

     Awans do półfinału
     Spadek do 1. ligi

## Play-off
|  |          |                                        |          |                          |          |   |   |                                        |       |       |       |       |
|  | Półfinał | Półfinał                               | Półfinał | Półfinał                 | Półfinał |   |   | Finał                                  | Finał | Finał | Finał | Finał |
|  | Półfinał | Półfinał                               | Półfinał | Półfinał                 | Półfinał |   |   | Finał                                  | Finał | Finał | Finał | Finał |
|  |          |                                        |          |                          |          |   |   |                                        |       |       |       |       |
|  |          |                                        |          |                          |          |   |   |                                        |       |       |       |       |
|  | 1        | Dartom Tur Bogoria Grodzisk Mazowiecki | 4        | 4                        |          |   |   |                                        |       |       |       |       |
|  | 1        | Dartom Tur Bogoria Grodzisk Mazowiecki | 4        | 4                        |          |   |   |                                        |       |       |       |       |
|  | 4        | FCB Baruch Dojlidy WSFiZ Białystok     | 0        | 0                        |          |   |   |                                        |       |       |       |       |
|  | 4        | FCB Baruch Dojlidy WSFiZ Białystok     | 0        | 0                        |          |   | 1 | Dartom Tur Bogoria Grodzisk Mazowiecki | 4     | 4     | 4     |       |
|  |          |                                        |          |                          |          |   | 1 | Dartom Tur Bogoria Grodzisk Mazowiecki | 4     | 4     | 4     |       |
|  |          |                                        | 2        | MKS TS Trasko Ostrzeszów | 1        | 1 | 1 |                                        |       |       |       |       |
|  | 2        | MKS TS Trasko Ostrzeszów               | 2        | MKS TS Trasko Ostrzeszów | 1        | 1 | 1 | 4                                      | 4     |       |       |       |
|  | 2        | MKS TS Trasko Ostrzeszów               |          |                          |          |   |   |                                        |       |       |       |       |
|  | 3        | TiM Kominki Opoka Trzebinia            | 2        | 1                        |          |   |   |                                        |       |       |       |       |
|  | 3        | TiM Kominki Opoka Trzebinia            | 2        | 1                        |          |   |   |                                        |       |       |       |       |
|  |          |                                        |          |                          |          |   |   |                                        |       |       |       |       |

### Półfinały
| Gospodarze                             | Wynik       | Goście                                 |
| 1. półfinał                            | 1. półfinał | 1. półfinał                            |
| -------------------------------------- | ----------- | -------------------------------------- |
| MKS TS Trasko Ostrzeszów               | 4:2         | TiM Kominki Opoka Trzebinia            |
| Dartom Tur Bogoria Grodzisk Mazowiecki | 4:0         | FCB Baruch Dojlidy WSFiZ Białystok     |
| 2. półfinał                            |             |                                        |
| TiM Kominki Opoka Trzebinia            | 1:4         | MKS TS Trasko Ostrzeszów               |
| FCB Baruch Dojlidy WSFiZ Białystok     | 0:4         | Dartom Tur Bogoria Grodzisk Mazowiecki |

### Finał
| Dartom Tur Bogoria Grodzisk Mazowiecki | 4:1 | MKS TS Trasko Ostrzeszów     |
| -------------------------------------- | --- | ---------------------------- |
| Wang Zengyi                            | 3:2 | Marcin Kusiński              |
| Artur Daniel                           | 1:3 | Bartosz Such                 |
| Wenliang Xu                            | 3:0 | Zbigniew Kaczmarek           |
| Wang Zengyi                            | 3:0 | Bartosz Such                 |
| Wang Zengyi/Wenliang Xu                | 3:2 | Bartosz Such/Marcin Kusiński |

| MKS TS Trasko Ostrzeszów     | 1:4 | Dartom Tur Bogoria Grodzisk Mazowiecki |
| ---------------------------- | --- | -------------------------------------- |
| Bartosz Such                 | 3:2 | Wenliang Xu                            |
| Zbigniew Kaczmarek           | 0:3 | Wang Zengyi                            |
| Marcin Kusiński              | 1:3 | Artur Daniel                           |
| Bartosz Such                 | 0:3 | Wang Zengyi                            |
| Bartosz Such/Marcin Kusiński | 1:3 | Wang Zengyi/Wenliang Xu                |

| MKS TS Trasko Ostrzeszów     | 1:4 | Dartom Tur Bogoria Grodzisk Mazowiecki |
| ---------------------------- | --- | -------------------------------------- |
| Zbigniew Kaczmarek           | 2:3 | Wenliang Xu                            |
| Bartosz Such                 | 3:1 | Wang Zengyi                            |
| Marcin Kusiński              | 1:3 | Artur Daniel                           |
| Zbigniew Kaczmarek           | 0:3 | Wang Zengyi                            |
| Bartosz Such/Marcin Kusiński | 2:3 | Wang Zengyi/Wenliang Xu                |

## Medaliści
| Lp. | Drużyna                                |
| --- | -------------------------------------- |
| 1.  | Dartom Tur Bogoria Grodzisk Mazowiecki |
| 2.  | MKS TS Trasko Ostrzeszów               |
| 3.  | FCB Baruch Dojlidy WSFiZ Białystok     |
| 3.  | TiM Kominki Opoka Trzebinia            |